# Placido Costanzi

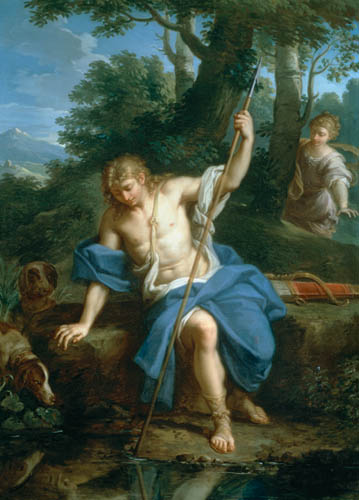
Placido Costanzi, Narcisse et Echo, collection privée.

Placido Costanzi, né en 1702 et mort à Rome le 2 octobre 1759 est un peintre italien de la fin de la période baroque. 

## Biographie
Placido Costanzi est né en 1702 dans une famille de tailleurs de gemmes. Il devient l'élève de Benedetto Luti et peint principalement des tableaux historiques et des sujets religieux.
Il peint un Saint Camille pour l'église Santa Maria Maddalena à Florence, où il cherche à imiter le Dominiquin. 
Plusieurs de ses œuvres ornent les églises de Rome. Sa Résurrection de Tabitha à la basilique Santa Maria degli Angeli e dei Martiri est la réplique d'une mosaïque de la basilique Saint-Pierre. Il a également peint à fresque les plafonds des tribunes de Santa Maria in Vallicella et en 1727 le plafond de San Gregorio où il réalise un Triomphe de saint Grégoire. 
Costanzi a également peint les personnages dans de nombreux tableaux de paysages d'autres artistes, en particulier ceux de Jan Frans van Bloemen, surnommé Orizonte.
Il est membre de l'Académie de Saint-Luc à partir de 1741, et en est le directeur (Principe) en 1758. Il a pour élèves notamment Pietro Antonio Gualdi Lodrini et Joseph Dreppe.

## Œuvres en collection publique
- Le cardinal Antonfelice Zondadari bénit les Espagnols, 1728, huile sur toile, Minneapolis, Institute of Art.
- Alexandre le Grand fonde Alexandrie, 1736-1737, huile sur toile, Baltimore, Walters Art Museum[3],[4].
- Arbitrage du pape Benoît XIV, 1751-1752, huile sur toile, Bergame, Museo dell'Accademia Carrara.
- George Keith, 10e comte Marischal, 1752, Londres, National Portrait Gallery.
- Saint Pancrace avec l'enfant Jésus, Dublin, Galerie nationale d'Irlande.
- Le Christ parmi les docteurs, Besançon, Musée des beaux-arts[5].
- Le Repos pendant la fuite en Égypte, Besançon, Musée des beaux-arts[6].

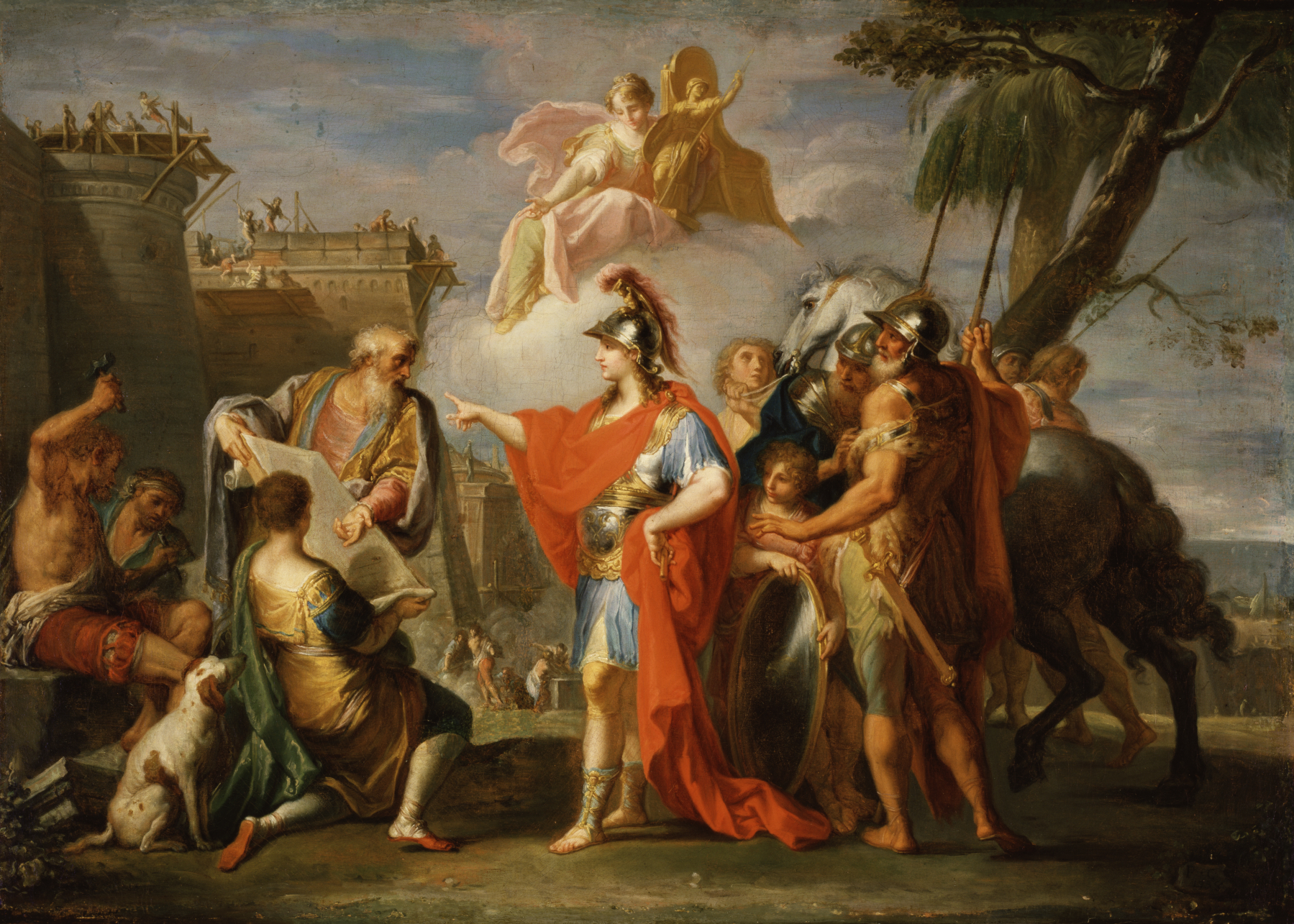
Alexandre le Grand fonde Alexandrie.
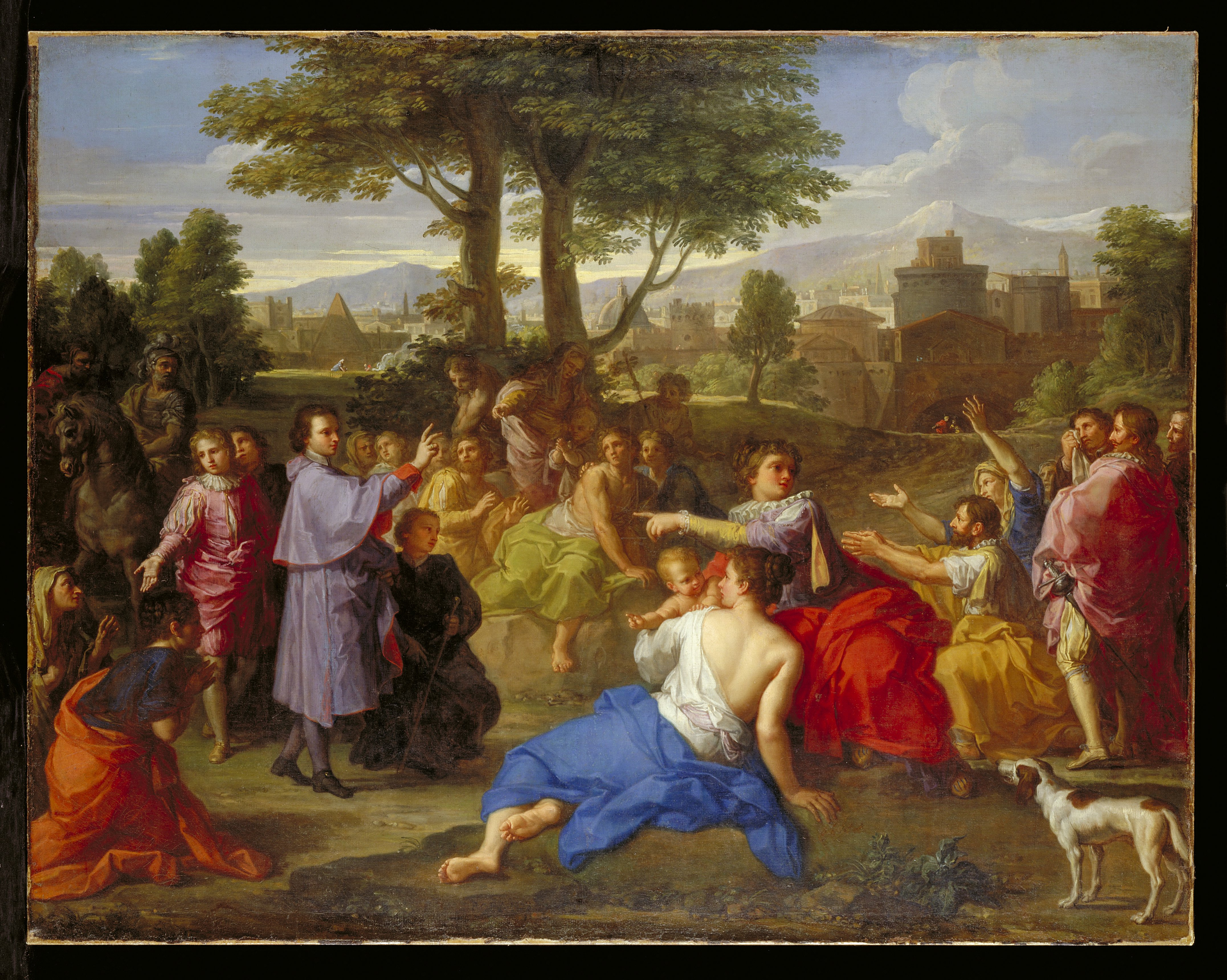
Le cardinal Antonfelice Zondadari bénit les Espagnols.
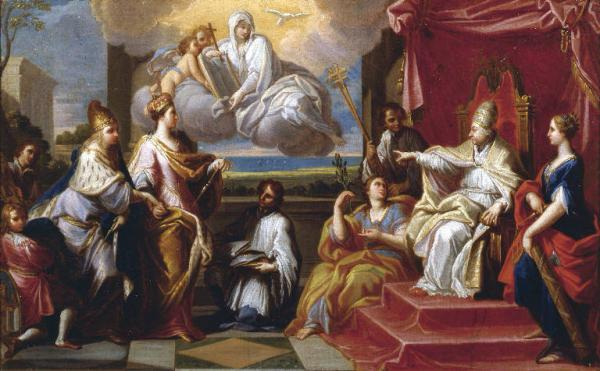
Arbitrage du pape Benoît XIV.

## Œuvres en collection privée
- le Christ et la Samaritaine au puits, vers 1725, Rome, collection Fabrizio Lemme[3].